# جونز أنغيل
جونز أنغيل (بالإنجليزية: Jones Angell)‏ هو مدون صوتي ومعلق رياضي أمريكي، ولد في 1979 في سانفورد في الولايات المتحدة.